# Hana Skalníková
Hana Skalníková, rodným příjmením Klapalová, (* 29. března 1982 Brno) je česká plážová volejbalistka – blokařka a olympionička, která se společně s Lenkou Háječkovou zúčastnila turnaje na Letních olympijských hrách 2012 v Londýně kam se kvalifikovalo 16 nejlepších párů světového žebříčku.

## Sportovní kariéra
V roce 2004 se s Terezou Petrovou stala akademickou mistryní světa. Následující rok 2005 společně získaly titul mistryň České republiky. Výhru na národním šampionátu zopakovala v roce 2010 s novou spoluhráčkou Lenkou Háječkovou a 2015 s Kristýnou Kolocovou. S Lenkou Háječkovou obsadily 4. místa na Mistrovství Evropy 2011 v Kristiansandu a také na Mistrovství světa 2011 v Římě. Na evropském šampionátu 2012 skončily opět čtvrté.
Na olympijském turnaji londýnských LOH 2012 obsadily s Háječkovou třetí místo ve čtyřčlenné základní skupině A, když si připsaly jednu výhru nad mauricijským párem Rigobertová a Li Yuk Lo. Do další vyřazovací fáze turnaje nepostoupily a obsadily dělené 17. místo.